# Jörg-Haider-Brücke

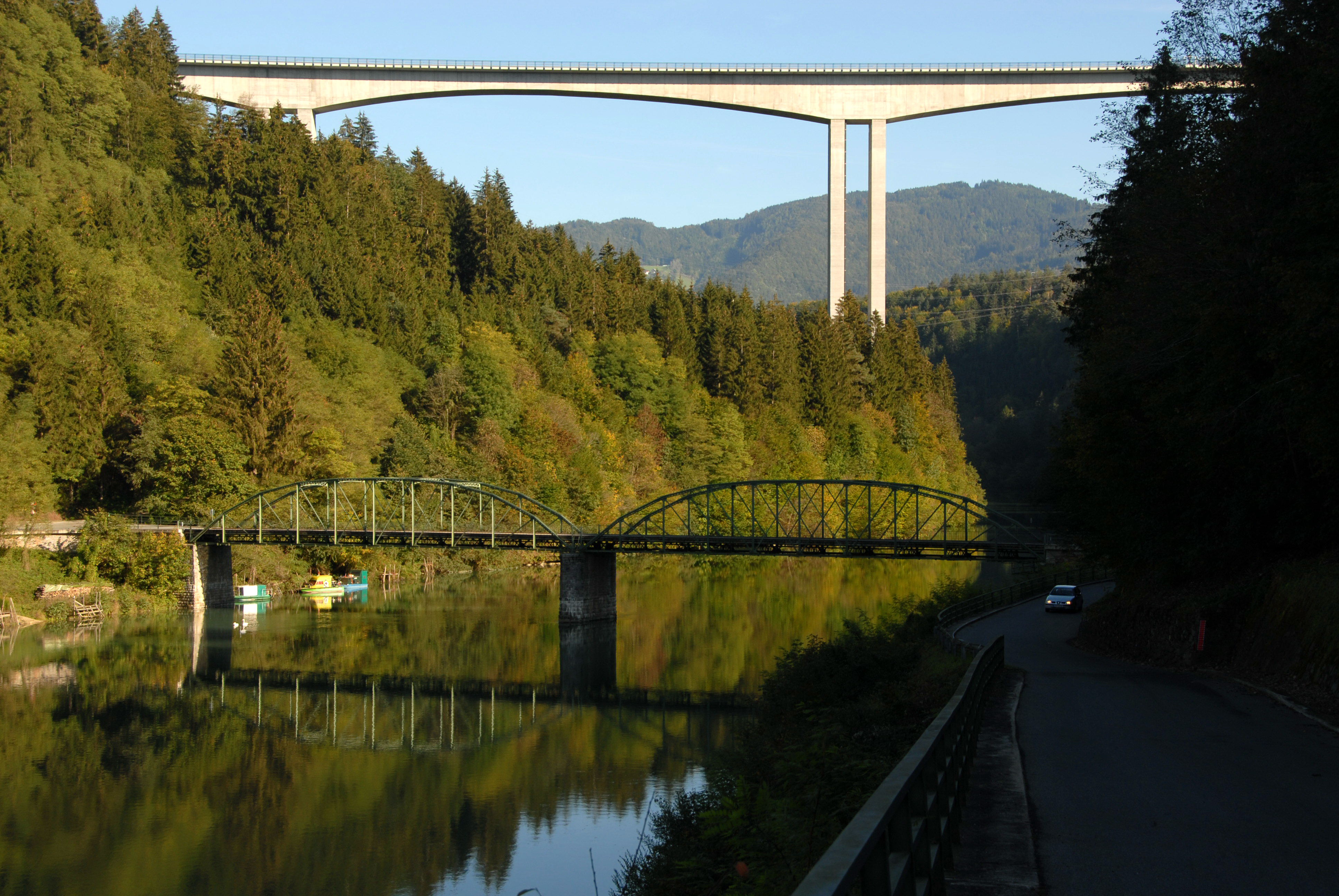
Die Brücke mit der alten Draubrücke im Vordergrund

Die Jörg-Haider-Brücke (vormals Lippitzbachbrücke) ist eine Straßenbrücke über die Drau im Süden Kärntens. Die Brücke im Zuge der Lippitzbacher Landesstraße L127 verbindet die südkärntnerische Stadt Bleiburg und die Region um das Skigebiet Petzen mit der Südautobahn (A2), einer europäischen Straßenverkehrsachse, welche Wien und Italien verbindet.

## Geschichte
Am 11. Dezember 2005 wurde die Brücke im Beisein des damaligen Landeshauptmanns Jörg Haider feierlich eröffnet. Die Verkehrsfreigabe erfolgte einen Tag später. Ursprünglich war sie nach der kleinen Ortschaft Lippitzbach (Gemeinde Ruden) an der Drau bezeichnet. Beim Bau der Brücke wurde in die Betondecke ein Abschnitt in der Farbe Orange mit aufgetragen, der Parteifarbe der damals neuen politischen Partei BZÖ. Am 25. Jänner 2009 wurde die Brücke von Landeshauptmann Dörfler im Gedenken an Jörg Haider in Jörg-Haider-Brücke umbenannt. Eine Woche nach der Umbenennung der Brücke wurde die Beschilderung der Jörg-Haider-Brücke gestohlen.

## Technische Daten

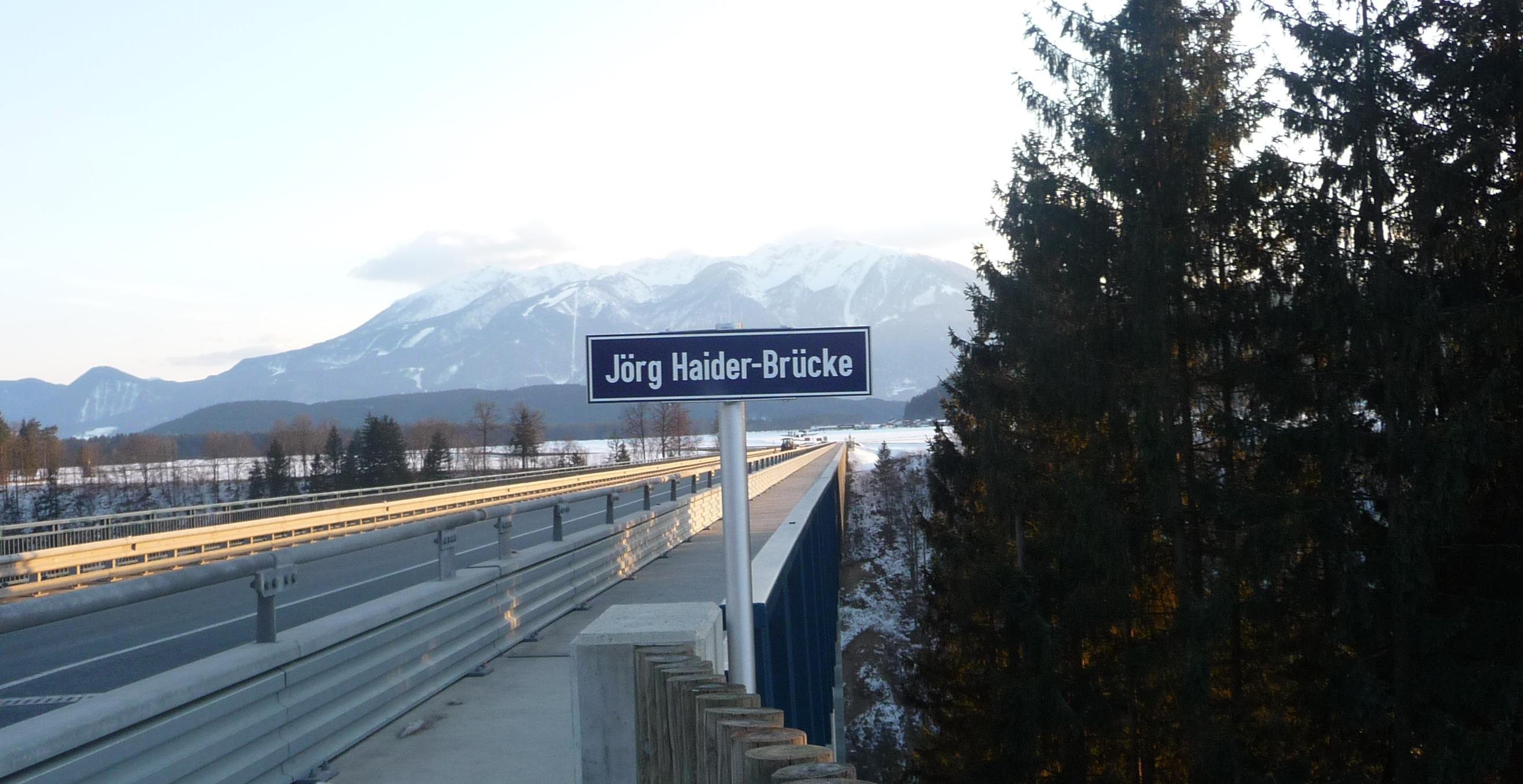
Die Jörg-Haider-Brücke mit Blickrichtung auf die Petzen

Die Brücke hat eine Höhe von maximal 96 m und eine Länge von 455 m. Die Breite beträgt 12,85 Meter, davon 2,5 Meter Radweg. Es wurden 18.500 Kubikmeter Beton und 2.000 Tonnen Stahl verbaut. Trotz der Höhe verlief der Bau problemlos und unfallfrei. Die Brücke konnte nach 20 Monaten Bauzeit sechs Monate vor dem geplanten Fertigstellungstermin für den Verkehr freigegeben werden.

## Johann von Nepomuk

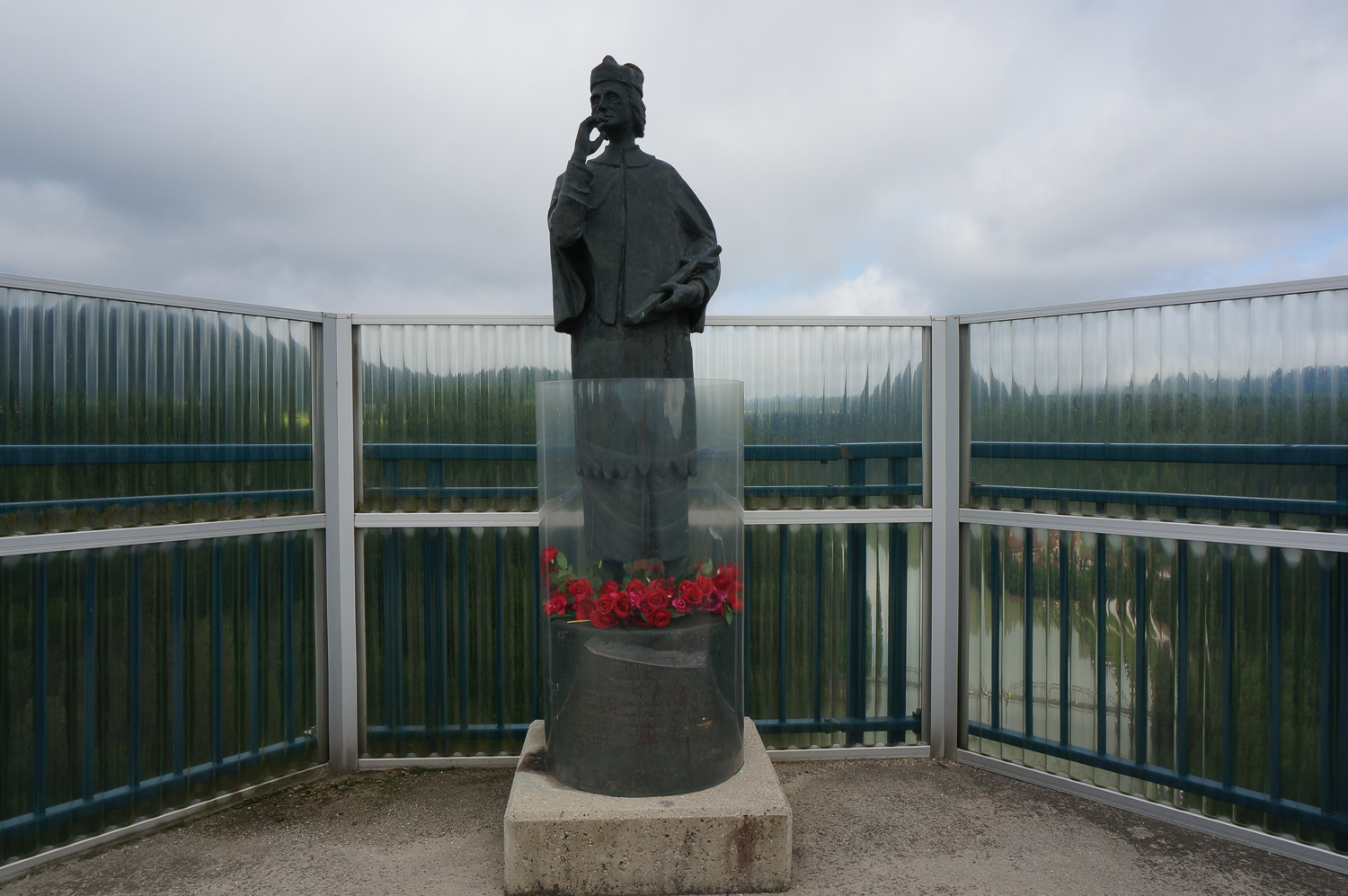
Johann-von-Nepomuk-Statue in der Mitte der Brücke

In der Mitte der Brücke wurde eine zweieinhalb Meter hohe Bronzestatue des heiligen Johann von Nepomuk aufgestellt, der als Brückenheiliger gilt.

## Eiserne Fachwerkbrücke (Alte Brücke)

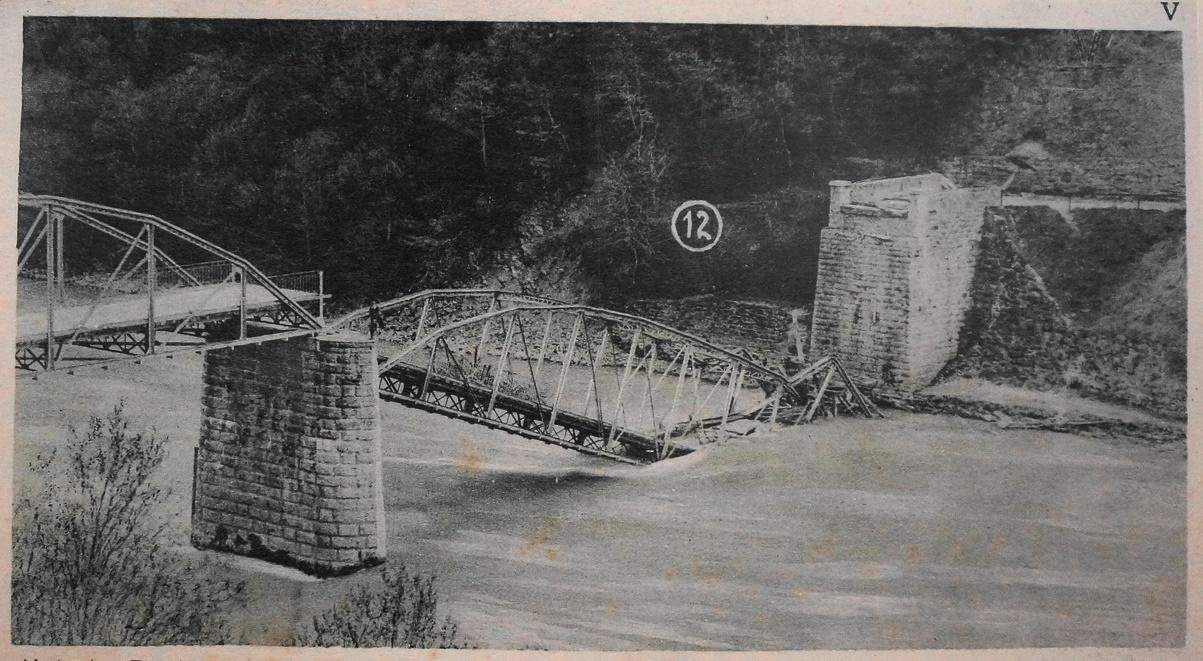
Alte Lippitzbachbrücke nach der Sprengung 1919

Die alte Brücke () wurde von Josef Clementschitsch geplant und in den Jahren 1895/96 erbaut. Die Eisenkonstruktion wurde am 11. Oktober 1896 eingeweiht und stammt von der Brückenbauanstalt Ignaz Gridl. Im Zuge eines zurückgeschlagenen Großangriffs Jugoslawiens im Kärntner Abwehrkampf wurde die südliche Brückenhälfte am 3. Mai 1919 von den sich zurückziehenden südslawischen Truppen teilweise gesprengt. Am 29. Mai 1919 erfolgte eine endgültige Sprengung durch österreichische Truppen. Die zweifach gesprengte alte Lippitzbachbrücke gilt in Kärnten daher heute als bedeutendes Denkmal des Abwehrkampfs. Die Brücke wurde nach dem Krieg wiederhergestellt und am 22. Juli 1923 erneut eröffnet. Sie besteht aus Parabelträgern auf gemauerten Widerlagern und Mittelpfeilern; wegen des Schwabegger Stausees wurde sie zwei Mal angehoben. Im Jahre 1995 wurde sie restauriert. Der nördliche, nahezu unverändert erhaltene Brückenteil steht unter Denkmalschutz (Listeneintrag).